# Tam Nsaliwa
Tamandani Wazayo Phillip, mais conhecido como Tam Nsaliwa (Lilongué, Maláui, 28 de Janeiro de 1982) é um ex-futebolista do Maláui naturalizado canadense.

## Carreira
Tam Nsaliwa se profissionalizou no Nuremberg, em 2000.

## Seleção
Tam Nsaliwa integrou a Seleção Canadense de Futebol na Copa das Confederações de 2001.